# Scaled and Icy
Scaled and Icy è il sesto album in studio del duo musicale statunitense Twenty One Pilots, pubblicato il 21 maggio 2021 dalla Fueled by Ramen e dall'Elektra Records.

## Descrizione
Già cinque mesi dopo l'uscita del quinto album di inediti del gruppo Trench, nel marzo 2019 i Twenty One Pilots confermano di essere al lavoro al successivo album in studio. Le registrazioni iniziano nel luglio 2020 nello studio casalingo di Tyler Joseph durante la pandemia di COVID-19, mentre Josh Dun ha provveduto separatamente al tracking delle parti di batteria. L'album è stato in gran parte prodotto da Joseph, che ha provveduto anche alla registrazione di quasi tutti gli strumenti musicali.
Il titolo dell'album è un gioco di parole sulla frase "scaled back and isolated" (ridotto e isolato), che il frontman Tyler Joseph ha associato all'impatto che ha avuto sull'industria musicale la pandemia di COVID-19 in quel periodo, e l'anagramma della frase "Clancy Is Dead", riferimento al protagonista della storia narrata nel precedente album Trench.
L'album si discosta dalle sonorità più oscure di Trench, ed è stato considerato dalla critica specializzata un ritorno al pop alternativo dei primi album del gruppo.
Nel novembre 2021 l'album è stato ripubblicato in un'edizione "Livestream Version", contenente l'esibizione del gruppo tenuta in livestreaming il 21 maggio 2021, in occasione della pubblicazione dell'album.

## Tracce
Testi e musiche di Tyler Joseph.
1. Good Day – 3:24
2. Choker – 3:43
3. Shy Away – 2:55
4. The Outside – 3:36
5. Saturday – 2:52
6. Never Take It – 3:32
7. Mulberry Street – 3:44
8. Formidable – 2:56
9. Bounce Man – 3:05
10. No Chances – 3:46
11. Redecorate – 4:05

Tracce bonus nella Livestream Version
1. Choker/Stressed Out/Migraine/Morph/Holding on to You (Livestream Version) – 9:40
2. Mulberry Street (Livestream Version) – 4:21
3. Lane Boy/Redecorate/Chlorine (Livestream Version) – 6:02
4. Shy Away (Livestream Version) – 2:56
5. The Outside (Livestream Version) – 4:56
6. Heathens/Trees (Livestream Version) – 4:19
7. Jumpsuit/Heavydirtysoul (Livestream Version) – 4:08
8. Saturday/Level of Concern/Ride/Car Radio (Livestream Version) – 12:50
9. Never Take It (Livestream Version) – 3:38
10. Level of Concern – 3:40

## Formazione
Twenty One Pilots
- Tyler Joseph – voce, chitarra elettrica e acustica, basso, ukulele, pianoforte, organo, sintetizzatore, programmazione, produzione
- Josh Dun – batteria, batteria elettronica, percussioni, tromba, cori; ingegneria percussioni (tracce 2, 3, 6 e 8)

Altro personale
- Mike Elizondo – basso, pianoforte e produzione (tracce 1 e 7)
- Greg Kurstin – produzione (traccia 5)
- Paul Meany – produzione (traccia 11), coproduzione (traccia 5)
- Matt Pauling – ingegneria percussioni (tracce 2 e 6)
- Adam Hawkins – missaggio
- Chris Gehringer – mastering
- Brittany Haas – violino (traccia 1)
- Matt Pauling – violino (traccia 2)
- Steven Patrick – tromba (tracce 1 e 7)
- Jay Joseph – cori (tracce 6, 9 e 10)
- Kyle Schmidt – cori (tracce 6, 9 e 10)
- Christopher Matis – cori (tracce 6, 9 e 10)
- Jack Peterman – cori (tracce 6, 9 e 10)
- Payton Byrd – cori (tracce 6, 9 e 10)
- J.R. Bowers – cori (tracce 6, 9 e 10)

## Classifiche

### Classifiche settimanali
| Classifica (2021) | Posizione massima |
| ----------------- | ----------------- |
| Argentina         | 10                |
| Australia         | 3                 |
| Austria           | 4                 |
| Belgio (Fiandre)  | 7                 |
| Belgio (Vallonia) | 4                 |
| Canada            | 5                 |
| Croazia           | 23                |
| Danimarca         | 35                |
| Finlandia         | 11                |
| Francia           | 6                 |
| Germania          | 6                 |
| Giappone          | 36                |
| Grecia            | 64                |
| Irlanda           | 5                 |
| Islanda           | 27                |
| Italia            | 15                |
| Lituania          | 9                 |
| Norvegia          | 23                |
| Nuova Zelanda     | 3                 |
| Paesi Bassi       | 7                 |
| Polonia           | 9                 |
| Portogallo        | 4                 |
| Regno Unito       | 3                 |
| Repubblica Ceca   | 2                 |
| Slovacchia        | 5                 |
| Spagna            | 9                 |
| Stati Uniti       | 3                 |
| Svezia            | 24                |
| Svizzera          | 4                 |
| Ungheria          | 4                 |

### Classifiche di fine anno
| Classifica (2021) | Posizione |
| ----------------- | --------- |
| Ungheria          | 79        |